# Gering (Nebraska)

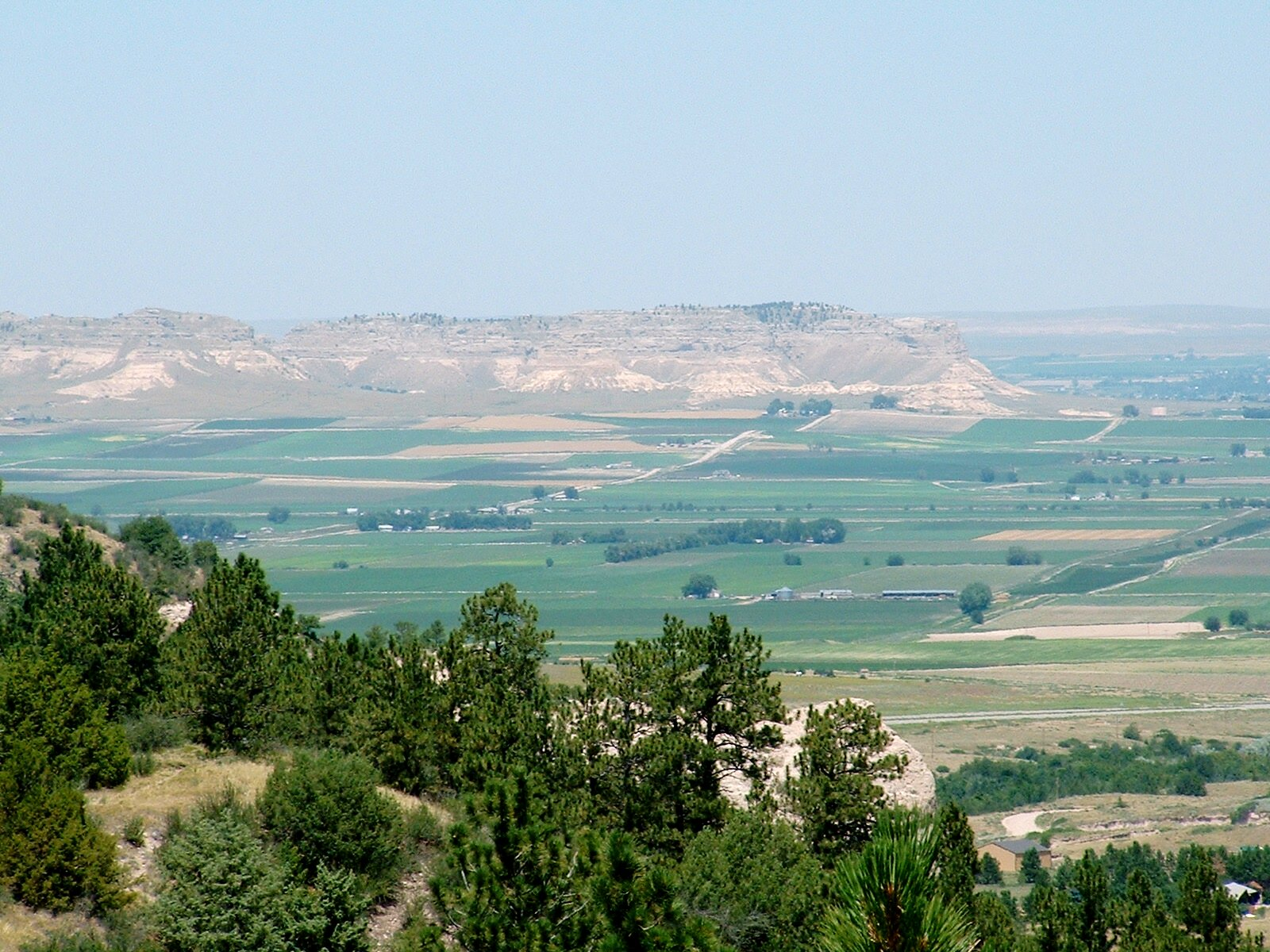
Landschap nabij Gering

Gering is een plaats (city) in de westelijke panhandle van de Amerikaanse staat Nebraska. De stad is gelegen aan de zuidoever van de North Platte. Samen met Scottsbluff, op de noordoever, vormt Gering een agglomeratie. Gering is de hoofdstad van Scotts Bluff County.

## Demografie
Bij de volkstelling in 2000 werd het aantal inwoners vastgesteld op 7751.
In 2006 is het aantal inwoners door het United States Census Bureau geschat op 7681, een daling van 70 (-0,9%).

## Geografie
Gering is gesticht nabij imposante rotsformaties, waaronder Scotts Bluff National Monument.
Volgens het United States Census Bureau beslaat de plaats een oppervlakte van 9,7 km², geheel bestaande uit land.

## Plaatsen in de nabije omgeving
De onderstaande figuur toont nabijgelegen plaatsen in een straal van 20 km rond Gering.